# Liste des ministres français de la Mer
Pour un article plus général, voir Ministère de la Mer (France).
La liste des ministres français de la Mer présente la liste les personnalités ayant occupé, au sein d’un gouvernement français, le portefeuille de ministre de la Mer ou de responsable des affaires maritimes.
Selon les gouvernements, il peut s’agir d’un ministre de plein exercice, d’un ministre délégué ou d’un secrétaire d’État rattaché à un ministre (ou, comme de 2022 à 2024, directement auprès du Premier ministre).
De la même façon, son portefeuille varie en fonction du gouvernement en place et du périmètre d’action retenu. Il peut être associé à d’autres domaines comme les transports, la pêche ou encore la biodiversité.
Les dates indiquées sont les dates de prise ou de cessation des fonctions, qui sont en général la veille de la publication au Journal officiel du décret de nomination. En dehors des périodes indiquées, et en particulier entre 2017 et 2020, les questions relatives à la mer sont traitées par le ministère de l’Écologie (anciennement ministère de l’Équipement).

## Cinquième République
Le ministère de la Mer est créé en France en 1981 par François Mitterrand. Il est alors attribué à Louis Le Pensec. Le décret relatif aux attributions du ministre indique : 

« Il exerce les attributions relatives à la marine marchande et aux ports maritimes précédemment dévolues au ministre des Transports. »

Se succèdent ensuite à ce poste — tantôt ministère tantôt secrétariat d’État — Guy Lengagne, Ambroise Guellec, Jacques Mellick, Jean-Yves Le Drian, Charles Josselin et Nicole Ameline.
Toutefois, les questions maritimes sont interministérielles et la coordination avec les autres ministères (Armées, Commerce, Environnement, Affaires étrangères, Agriculture) s’avère difficile. Le ministre de la Mer doit également travailler avec le secrétariat général de la Mer, rattaché aux services du Premier ministre.
À partir de 2002, la mer est rattachée au ministère des Transports. De 2017 à 2020, cette fonction est assumée par le ministre de la Transition écologique et solidaire.
En 2020, sous la présidence d’Emmanuel Macron, Annick Girardin est nommée ministre de la Mer dans le gouvernement Castex. Le ministère de la Mer redevient un ministère de plein exercice pour la première fois depuis 1991. En 2017, elle avait tenté de faire ajouter les questions maritimes aux attributions du ministère des Outre-mer, sans succès.
Le ministère de la Mer est remplacé en 2022 par un secrétariat d’État placé sous la tutelle de la Première ministre Élisabeth Borne. Il est maintenu au gouvernement Attal en 2024 mais, à la différence du gouvernement précédent, il n’est plus sous la tutelle du Premier ministre mais du ministre de la Transition écologique et de la Cohésion des territoires, et se voit attribuer le portefeuille de la Biodiversité. La même année, dans le gouvernement Barnier, Fabrice Loher est nommé ministre délégué chargé de la Mer et de la Pêche, intitulé qui déclenche l’ire des écologistes en raison de précédentes prises de position du ministre, notamment en faveur de l’importation de poissons depuis Oman,.
Le 23 décembre 2024, Agnès Pannier-Runacher devient ministre de la Transition écologique, de la Biodiversité, de la Forêt, de la Mer et de la Pêche dans le gouvernement Bayrou.
Le tableau ci-dessous liste les personnalités membres du gouvernement français titulaires du poste responsable des affaires maritimes :
| Ministre ou secrétaire d’État                                                                             | Ministre ou secrétaire d’État                                                                             | Ministre ou secrétaire d’État                                                                               | Intitulé | Parti politique                                                                                           | Ministre de tutelle                                                                                       | Ministre de tutelle                                                                                       | Intitulé du ministre de tutelle                                                                           | Gouvernement                      | Début                             | Fin                               |
| Présidence de François Mitterrand                                                                         | Présidence de François Mitterrand                                                                         | Présidence de François Mitterrand                                                                           | Présidence de François Mitterrand | Présidence de François Mitterrand                                                                         | Présidence de François Mitterrand                                                                         | Présidence de François Mitterrand                                                                         | Présidence de François Mitterrand                                                                         | Présidence de François Mitterrand | Présidence de François Mitterrand | Présidence de François Mitterrand |
| --- | --- | --- | --- | --- | --- | --- | --- | --------------------------------- | --------------------------------- | --------------------------------- |
| | | Louis Le Pensec                                                                                             | Ministre de la Mer | PS | Plein exercice                                                                                            | Plein exercice                                                                                            | Plein exercice                                                                                            | Mauroy 1 et 2,                    | 22 mai 1981                       | 22 mars 1983                      |
| | Guy Lengagne                                                                                              | Secrétaire d’État chargé de la Mer                                                                          | | PS | Charles Fiterman                                                                                          | Ministre des Transports                                                                                   | Mauroy 3                                                                                                  | 24 mars 1983                      | 17 juillet 1984                   |                                   |
| Paul Quilès                                                                                               | Guy Lengagne                                                                                              | Secrétaire d’État chargé de la Mer                                                                          | Ministre de l’Urbanisme, du Logement et des Transports                                                                                           | PS | Fabius,                                                                                                   | 23 juillet 1984                                                                                           | 20 septembre 1985                                                                                         |                                   |                                   |                                   |
| Jean Auroux                                                                                               | Guy Lengagne                                                                                              | Secrétaire d’État chargé de la Mer                                                                          | Ministre de l’Urbanisme, du Logement et des Transports                                                                                           | PS | Fabius,                                                                                                   | 20 septembre 1985                                                                                         | 20 mars 1986                                                                                              |                                   |                                   |                                   |
| | | Secrétaire d’État chargé de la Mer                                                                          | Ambroise Guellec | UDF-CDS                                                                                                   | Plein exercice                                                                                            | Plein exercice                                                                                            | Plein exercice                                                                                            | Chirac 2                          | 20 mars 1986                      | 10 mai 1988                       |
| | | Louis Le Pensec                                                                                             | Ministre de la Mer | PS | Plein exercice                                                                                            | Plein exercice                                                                                            | Plein exercice                                                                                            | Rocard 1                          | 12 mai 1988                       | 23 juin 1988                      |
| | Jacques Mellick                                                                                           | Ministre délégué chargé de la Mer                                                                           | | PS | Michel Delebarre                                                                                          | Ministre des Transports et de la Mer                                                                      | Rocard 2,                                                                                                 | 28 juin 1988                      | 22 février 1989                   |                                   |
| Ministre de l’Équipement, du Logement, des Transports et de la Mer                                        | Jacques Mellick                                                                                           | Ministre délégué chargé de la Mer                                                                           | 22 février 1989 | PS | Michel Delebarre                                                                                          | 21 décembre 1990                                                                                          | Rocard 2,                                                                                                 |                                   |                                   |                                   |
| Ministre de l’Équipement, du Logement, des Transports et de la Mer                                        | Jacques Mellick                                                                                           | Ministre délégué chargé de la Mer                                                                           | Louis Besson | PS | 21 décembre 1990                                                                                          | 15 mai 1991                                                                                               | Rocard 2,                                                                                                 |                                   |                                   |                                   |
| | Jean-Yves Le Drian                                                                                        | Secrétaire d’État chargé de la Mer                                                                          | Paul Quilès | PS | Ministre de l’Équipement, du Logement, des Transports et de l’Espace                                      | Cresson                                                                                                   | 17 mai 1991                                                                                               | 31 mars 1992                      |                                   |                                   |
| | Charles Josselin                                                                                          | Secrétaire d’État chargé de la Mer                                                                          | Jean-Louis Bianco | PS | Ministre de l’Équipement, du Logement et des Transports                                                   | Bérégovoy                                                                                                 | 4 avril 1992                                                                                              | 28 mars 1993                      |                                   |                                   |
| Fonctions assumées par le ministre de l’Équipement, des Transports et du Tourisme                         | Fonctions assumées par le ministre de l’Équipement, des Transports et du Tourisme                         | Fonctions assumées par le ministre de l’Équipement, des Transports et du Tourisme                           | Fonctions assumées par le ministre de l’Équipement, des Transports et du Tourisme                                                                | Fonctions assumées par le ministre de l’Équipement, des Transports et du Tourisme                         | Fonctions assumées par le ministre de l’Équipement, des Transports et du Tourisme                         | Fonctions assumées par le ministre de l’Équipement, des Transports et du Tourisme                         | Fonctions assumées par le ministre de l’Équipement, des Transports et du Tourisme                         | Balladur                          | 28 mars 1993                      | 17 mai 1995                       |
| Présidence de Jacques Chirac                                                                              | | | | | | | |                                   |                                   |                                   |
| Fonctions assumées par le ministre de l’Aménagement du territoire, de l’Équipement et des Transports      | Fonctions assumées par le ministre de l’Aménagement du territoire, de l’Équipement et des Transports      | Fonctions assumées par le ministre de l’Aménagement du territoire, de l’Équipement et des Transports        | Fonctions assumées par le ministre de l’Aménagement du territoire, de l’Équipement et des Transports                                             | Fonctions assumées par le ministre de l’Aménagement du territoire, de l’Équipement et des Transports      | Fonctions assumées par le ministre de l’Aménagement du territoire, de l’Équipement et des Transports      | Fonctions assumées par le ministre de l’Aménagement du territoire, de l’Équipement et des Transports      | Fonctions assumées par le ministre de l’Aménagement du territoire, de l’Équipement et des Transports      | Juppé 1 et 2                      | 18 mai 1995                       | 2 juin 1997                       |
| Fonctions assumées par le ministre de l’Équipement, des Transports et du Logement                         | Fonctions assumées par le ministre de l’Équipement, des Transports et du Logement                         | Fonctions assumées par le ministre de l’Équipement, des Transports et du Logement                           | Fonctions assumées par le ministre de l’Équipement, des Transports et du Logement                                                                | Fonctions assumées par le ministre de l’Équipement, des Transports et du Logement                         | Fonctions assumées par le ministre de l’Équipement, des Transports et du Logement                         | Fonctions assumées par le ministre de l’Équipement, des Transports et du Logement                         | Fonctions assumées par le ministre de l’Équipement, des Transports et du Logement                         | Jospin                            | 2 juin 1997                       | 6 mai 2002                        |
| | | Nicole Ameline                                                                                              | Secrétaire d'État chargée de la Mer | UMP | | Gilles de Robien                                                                                          | Ministre de l’Équipement, des Transports, du Logement, du Tourisme et de la Mer                           | Raffarin 1                        | 7 mai 2002                        | 17 juin 2002                      |
| | Dominique Bussereau                                                                                       | Secrétaire d’État chargé des Transports et de la Mer                                                        | Raffarin 2 | UMP | 17 juin 2002                                                                                              | Gilles de Robien                                                                                          | Ministre de l’Équipement, des Transports, du Logement, du Tourisme et de la Mer                           | 30 mars 2004                      |                                   |                                   |
| | François Goulard                                                                                          | Secrétaire d’État chargé des Transports et de la Mer                                                        | Ministre de l’Équipement, des Transports, de l’Aménagement du territoire, du Tourisme et de la Mer                                               | UMP | Raffarin 3                                                                                                | Gilles de Robien                                                                                          | 30 mars 2004                                                                                              | 31 mai 2005                       |                                   |                                   |
| | Dominique Perben                                                                                          | Ministre de l’Équipement, des Transports, du Tourisme et de la Mer                                          | Plein exercice | Plein exercice                                                                                            | Plein exercice                                                                                            | Villepin                                                                                                  | 2 juin 2005                                                                                               | 17 mai 2007                       |                                   |                                   |
| Présidence de Nicolas Sarkozy                                                                             | | | | | | | |                                   |                                   |                                   |
| Fonctions assumées par le ministre de l’Écologie, du Développement et de l’Aménagement durables           | Fonctions assumées par le ministre de l’Écologie, du Développement et de l’Aménagement durables           | Fonctions assumées par le ministre de l’Écologie, du Développement et de l’Aménagement durables             | Fonctions assumées par le ministre de l’Écologie, du Développement et de l’Aménagement durables                                                  | Fonctions assumées par le ministre de l’Écologie, du Développement et de l’Aménagement durables           | Fonctions assumées par le ministre de l’Écologie, du Développement et de l’Aménagement durables           | Fonctions assumées par le ministre de l’Écologie, du Développement et de l’Aménagement durables           | Fonctions assumées par le ministre de l’Écologie, du Développement et de l’Aménagement durables           | Fillon 1 et 2                     | 17 mai 2007                       | 23 juin 2009                      |
| | | Jean-Louis Borloo                                                                                           | Ministre de l’Écologie, de l’Énergie, du Développement durable et de la Mer, en charge des Technologies vertes et des Négociations sur le climat | UMP | Plein exercice                                                                                            | Plein exercice                                                                                            | Plein exercice                                                                                            | Fillon 2                          | 23 juin 2009                      | 13 novembre 2010                  |
| Fonctions assumées par le ministre de l’Écologie, du Développement durable, des Transports et du Logement | Fonctions assumées par le ministre de l’Écologie, du Développement durable, des Transports et du Logement | Fonctions assumées par le ministre de l’Écologie, du Développement durable, des Transports et du Logement   | Fonctions assumées par le ministre de l’Écologie, du Développement durable, des Transports et du Logement                                        | Fonctions assumées par le ministre de l’Écologie, du Développement durable, des Transports et du Logement | Fonctions assumées par le ministre de l’Écologie, du Développement durable, des Transports et du Logement | Fonctions assumées par le ministre de l’Écologie, du Développement durable, des Transports et du Logement | Fonctions assumées par le ministre de l’Écologie, du Développement durable, des Transports et du Logement | Fillon 3                          | 13 novembre 2010                  | 16 mai 2012                       |
| Présidence de François Hollande                                                                           | | | | | | | |                                   |                                   |                                   |
| | | Frédéric Cuvillier                                                                                          | Ministre délégué chargé des Transports et de l’Économie maritime                                                                                 | PS | | Nicole Bricq                                                                                              | Ministre de l’Écologie, du Développement durable et de l’Énergie                                          | Ayrault 1                         | 16 mai 2012                       | 21 juin 2012                      |
| Ministre délégué chargé des Transports, de la Mer et de la Pêche                                          | Delphine Batho                                                                                            | Frédéric Cuvillier                                                                                          | Ayrault 2, | PS | 21 juin 2012                                                                                              | 2 juillet 2013                                                                                            | Ministre de l’Écologie, du Développement durable et de l’Énergie                                          |                                   |                                   |                                   |
| Ministre délégué chargé des Transports, de la Mer et de la Pêche                                          | Philippe Martin                                                                                           | Frédéric Cuvillier                                                                                          | Ayrault 2, | PS | 2 juillet 2013                                                                                            | 2 avril 2014                                                                                              | Ministre de l’Écologie, du Développement durable et de l’Énergie                                          |                                   |                                   |                                   |
| Secrétaire d'État chargé des Transports, de la Mer et de la Pêche                                         | Ségolène Royal                                                                                            | Frédéric Cuvillier                                                                                          | Valls 1 | PS | 9 avril 2014                                                                                              | 25 août 2014                                                                                              | Ministre de l’Écologie, du Développement durable et de l’Énergie                                          |                                   |                                   |                                   |
| Secrétaire d'État chargé des Transports, de la Mer et de la Pêche                                         | Ségolène Royal                                                                                            | | Alain Vidalies, | PS | Valls 2,                                                                                                  | 26 août 2014                                                                                              | Ministre de l’Écologie, du Développement durable et de l’Énergie                                          | 11 février 2016                   |                                   |                                   |
| Secrétaire d'État chargé des Transports, de la Mer et de la Pêche                                         | Ségolène Royal                                                                                            | Ministre de l’Environnement, de l’Énergie et de la Mer, chargée des Relations internationales sur le climat | Alain Vidalies, | PS | Valls 2,                                                                                                  | 11 février 2016                                                                                           | 6 décembre 2016                                                                                           |                                   |                                   |                                   |
| Secrétaire d'État chargé des Transports, de la Mer et de la Pêche                                         | Ségolène Royal                                                                                            | Ministre de l’Environnement, de l’Énergie et de la Mer, chargée des Relations internationales sur le climat | Alain Vidalies, | PS | Cazeneuve                                                                                                 | 6 décembre 2016                                                                                           | 17 mai 2017                                                                                               |                                   |                                   |                                   |
| Présidence d’Emmanuel Macron                                                                              | | | | | | | |                                   |                                   |                                   |
| Fonctions assumées par le ministre de la Transition écologique et solidaire                               | Fonctions assumées par le ministre de la Transition écologique et solidaire                               | Fonctions assumées par le ministre de la Transition écologique et solidaire                                 | Fonctions assumées par le ministre de la Transition écologique et solidaire                                                                      | Fonctions assumées par le ministre de la Transition écologique et solidaire                               | Fonctions assumées par le ministre de la Transition écologique et solidaire                               | Fonctions assumées par le ministre de la Transition écologique et solidaire                               | Fonctions assumées par le ministre de la Transition écologique et solidaire                               | Philippe 1 et 2                   | 10 mai 2017                       | 6 juillet 2020                    |
| | | Annick Girardin                                                                                             | Ministre de la Mer | MRSL | Plein exercice                                                                                            | Plein exercice                                                                                            | Plein exercice                                                                                            | Castex                            | 6 juillet 2020                    | 20 mai 2022                       |
| | | Justine Benin                                                                                               | Secrétaire d’État chargé(e) de la Mer | DVG | | Élisabeth Borne                                                                                           | Première ministre, chargée de la Planification écologique et énergétique                                  | Borne,                            | 20 mai 2022                       | 4 juillet 2022                    |
| | | Hervé Berville,                                                                                             | Secrétaire d’État chargé(e) de la Mer | LREM/RE                                                                                                   | 4 juillet 2022                                                                                            | Élisabeth Borne                                                                                           | Première ministre, chargée de la Planification écologique et énergétique                                  | Borne,                            | 11 janvier 2024                   |                                   |
| Secrétaire d’État chargé de la Mer et de la Biodiversité                                                  | | Hervé Berville,                                                                                             | Christophe Béchu | LREM/RE                                                                                                   | Ministre de la Transition écologique et de la Cohésion des territoires                                    | Attal | 8 février 2024                                                                                            | 21 septembre 2024                 |                                   |                                   |
| | | Fabrice Loher                                                                                               | Ministre délégué chargé de la Mer et de la Pêche                                                                                                 | UDI | | Catherine Vautrin                                                                                         | Ministre du Partenariat avec les territoires et de la Décentralisation                                    | Barnier                           | 21 septembre 2024                 | 23 décembre 2024                  |
| | | Agnès Pannier-Runacher                                                                                      | Ministre de la Transition écologique, de la Biodiversité, de la Forêt, de la Mer et de la Pêche                                                  | RE | Plein exercice                                                                                            | Plein exercice                                                                                            | Plein exercice                                                                                            | Bayrou                            | 23 décembre 2024                  | En fonction                       |

### Décrets
Décrets relatifs à la composition du gouvernement ou aux attributions du ministre, parus au Journal officiel de la République française (JORF), sur Légifrance :
1. 1 2  Décret no 81-649 du 5 juin 1981 relatif aux attributions du ministre de la mer (M. Louis Le Pensec).
2. ↑  Décret du 22 mai 1981 portant nomination des membres du Gouvernement.
3. ↑  Décret du 23 juin 1981 portant nomination des membres du Gouvernement.
4. ↑  Décret no 83-274 du 1er avril 1983 relatif aux attributions secrétaire d'Etat auprès du ministre des transports, chargé de la mer (M. Lengagne Guy).
5. ↑  Décret du 24 mars 1983 relatif à la composition du Gouvernement.
6. ↑  Décret du 23 juillet 1984 relatif à la composition du Gouvernement.
7. ↑  Décret du 20 septembre 1985 relatif à la composition du Gouvernement.
8. ↑  Décret no 86-704 du 8 avril 1986 relatif aux attributions du secrétaire d'Etat à la mer.
9. ↑  Décret du 20 mars 1986 portant nomination des membres du Gouvernement.
10. ↑  Décret no 88-730 du 30 mai 1988 relatif aux attributions du ministre de la mer : M. Louis Le Pensec.
11. ↑  Décret du 12 mai 1988 portant nomination des membres du Gouvernement.
12. ↑  Décret no 88-851 du 28 juillet 1988 relatif aux attributions du ministre délégué auprès du ministre des transports et de la mer, chargé de la mer : M. Jacques Mellick.
13. ↑  Décret du 28 juin 1988 portant nomination des membres du Gouvernement.
14. ↑  Décret du 22 février 1989 relatif à la composition du Gouvernement.
15. ↑  Décret du 21 décembre 1990 relatif à la composition du Gouvernement.
16. ↑  Décret no 91-591 du 25 juin 1991 relatif aux attributions du secrétaire d'Etat à la mer.
17. ↑  Décret du 17 mai 1991 relatif à la composition du Gouvernement.
18. ↑  Décret no 92-428 du 11 mai 1992 relatif aux attributions du secrétaire d'Etat à la mer.
19. ↑  Décret du 4 avril 1992 relatif à la composition du Gouvernement.
20. ↑  Décret no 93-782 du 8 avril 1993 relatif aux attributions du ministre de l'équipement, des transports et du tourisme.
21. ↑  Décret no 95-768 du 8 juin 1995 relatif aux attributions du ministre de l'aménagement du territoire, de l'équipement et des transports.
22. ↑  Décret no 97-712 du 11 juin 1997 relatif aux attributions du ministre de l'équipement, des transports et du logement.
23. ↑  Décret no 2002-913 du 29 mai 2002 relatif aux attributions déléguées à la secrétaire d'Etat à la mer.
24. ↑  Décret du 7 mai 2002 relatif à la composition du Gouvernement.
25. ↑  Décret no 2002-984 du 12 juillet 2002 relatif aux attributions déléguées au secrétaire d'Etat aux transports et à la mer.
26. ↑  Décret du 17 juin 2002 relatif à la composition du Gouvernement.
27. ↑  Décret no 2004-335 du 20 avril 2004 relatif aux attributions déléguées au secrétaire d'Etat aux transports et à la mer.
28. ↑  Décret du 31 mars 2004 relatif à la composition du Gouvernement.
29. ↑  Décret no 2005-660 du 9 juin 2005 relatif aux attributions du ministre des transports, de l'équipement, du tourisme et de la mer.
30. ↑  Décret du 2 juin 2005 relatif à la composition du Gouvernement.
31. ↑  Décret no 2007-995 du 31 mai 2007 relatif aux attributions du ministre d'Etat, ministre de l'écologie, du développement et de l'aménagement durables.
32. ↑  Décret no 2009-895 du 24 juillet 2009 modifiant le décret no 2007-995 du 31 mai 2007 relatif aux attributions du ministre d'Etat, ministre de l'écologie, du développement et de l'aménagement durables.
33. ↑  Décret du 23 juin 2009 relatif à la composition du Gouvernement.
34. ↑  Décret no 2010-1443 du 25 novembre 2010 relatif aux attributions du ministre de l'écologie, du développement durable, des transports et du logement.
35. ↑  Décret no 2012-805 du 9 juin 2012 relatif aux attributions du ministre délégué auprès de la ministre de l'écologie, du développement durable et de l'énergie, chargé des transports et de l'économie maritime.
36. ↑  Décret du 16 mai 2012 relatif à la composition du Gouvernement.
37. ↑  Décret du 21 juin 2012 relatif à la composition du Gouvernement.
38. ↑  Décret du 2 juillet 2013 relatif à la composition du Gouvernement.
39. ↑  Décret du 9 avril 2014 relatif à la composition du Gouvernement.
40. ↑  Décret no 2014-431 du 29 avril 2014 relatif aux attributions déléguées au secrétaire d'Etat chargé des transports, de la mer et de la pêche.
41. ↑  Décret no 2016-245 du 3 mars 2016 relatif aux attributions déléguées au secrétaire d'Etat chargé des transports, de la mer et de la pêche.
42. ↑  Décret du 26 août 2014 relatif à la composition du Gouvernement.
43. ↑  Décrets du 11 février 2016 relatifs à la composition du Gouvernement.
44. ↑  Décret du 6 décembre 2016 relatif à la composition du Gouvernement.
45. ↑  Décret no 2017-1071 du 24 mai 2017 relatif aux attributions du ministre de la transition écologique et solidaire.
46. ↑  Décret no 2020-879 du 15 juillet 2020 relatif aux attributions du ministre de la mer.
47. ↑  Décret du 6 juillet 2020 relatif à la composition du Gouvernement.
48. ↑  Décret no 2022-866 du 8 juin 2022 relatif aux attributions de la secrétaire d'État auprès de la Première ministre, chargée de la mer.
49. ↑  Décret du 20 mai 2022 relatif à la composition du Gouvernement.
50. ↑  Décret du 4 juillet 2022 relatif à la composition du Gouvernement.
51. ↑  Décret no 2022-1058 du 29 juillet 2022 relatif aux attributions du secrétaire d'État auprès de la Première ministre, chargé de la mer.
52. ↑  Décret no 2024-199 du 6 mars 2024 relatif aux attributions du secrétaire d'État auprès du ministre de la transition écologique et de la cohésion des territoires, chargé de la mer et de la biodiversité.
53. ↑  Décret du 11 janvier 2024 relatif à la composition du Gouvernement.
54. ↑  Décret no 2024-987 du 7 novembre 2024 relatif aux attributions du ministre délégué auprès de la ministre du partenariat avec les territoires et de la décentralisation, chargé de la mer et de la pêche.
55. ↑  Décret du 21 septembre 2024 relatif à la composition du Gouvernement.
56. ↑  Décret du 23 décembre 2024 relatif à la composition du Gouvernement.

### Autres sources
1. 1 2 3  Cécile Baquey, « Remaniement du gouvernement : Annick Girardin nommée ministre de la Mer » , sur la1ere.francetvinfo.fr, 6 juillet 2020 (consulté le 6 juillet 2020).
2. 1 2  « De quoi traite-t-on au ministère de la Mer, qui fait son grand retour ? » , sur tf1info.fr, 7 juillet 2020 (consulté le 27 décembre 2024).
3. ↑  « Annick Girardin, « femme de terrain », à la tête du ministère de la Mer » , sur letelegramme.fr, 6 juillet 2020 (consulté le 6 juillet 2020).
4. ↑  Caroline Britz, « La mer perd son ministère mais est rattachée à Matignon » , sur meretmarine.com, 23 mai 2022 (consulté le 27 décembre 2024).
5. ↑  Jean-Marie Cunin, « Hervé Berville devient secrétaire d’Etat à la Mer et la Biodiversité » , sur ouest-france.fr, 8 février 2024 (consulté le 8 février 2024).
6. ↑  « Gouvernement Barnier : la biodiversité totalement oubliée ? » , sur radiofrance.fr, 27 septembre 2024 (consulté le 27 décembre 2024).
7. ↑  Adeline Descamps, « Gouvernement Barnier au complet : des intitulés qui en disent long » , sur actu-transport-logistique.fr, 23 septembre 2024 (consulté le 27 décembre 2024).